# アジアのディープな歩き方
アジアのディープな歩き方（アジアのディープなあるきかた）とは、バックパッカーのための旅行雑誌、またそれら旅行書籍の出版を行う出版社旅行人が発行し堀田あきおが作画したバックパッカー漫画。漫画を堀田が、原作を妻・堀田かよが担当している。
この記事では『コミックトム』にて連載された『アジアのディープな歩き方』シリーズおよび、堀田夫婦が執筆したアジア紀行漫画をとりあげる。

## 概要
『アジアのディープな歩き方』は堀田あきお・かよ夫婦が『コミックトム』で連載した、アジア紀行漫画だが、掲載雑誌の休刊でタイ・インドシナ4国（ミャンマー・ラオス・カンボジア・ベトナム）しかとりあげられていない。そのうち最終回のベトナム編は単行本化時に追加した書き下ろしで、連載自体はカンボジアで終わっている。その後、小学館で続編にあたる『インドまで行ってきた！』および『ネパールに行ってみた！』を連載・出版し、旅行社がインド・ネパール編を1冊にまとめて再出版している。
『アジアのディープな歩き方』シリーズは主人公のバックパッカー・杉田が放浪するアジア旅漫画だが、ネパール編で一応、終了している。一方、旅行人雑誌『g-diary』（休刊中）で2000年～2006年春に連載したエッセー旅漫画『アジアのハッピーな歩き方』は書き下ろし部分『ニッポンのハッピーな歩き方』（北海道編）を加えてキョーハン・ブックスで出版、こちらは（前出の主人公・）杉田が訪問し得なかった国も含めてアジア太平洋および中国と広範囲に及んでいる。それでも、モンゴル・サハリン・朝鮮半島・フィリピン・スリランカと東南アジア・南アジアのイスラム地域・オセアニアの大部分・中近東のアジア地域は訪れていない。その後、堀田かよがインド好きらしく、夫婦でインドを年末年始旅行の上、『アジアのハッピーな歩き方』の続編にあたる『夫婦でインドを旅すると』を執筆、旅行人が2013年4月に単行本化している。

## その他の登場人物

### タイ・インドシナ編
『アジアのディープな歩き方』で主人公が旅した国々（堀田夫婦が取材・執筆・連載・書きおろしをした『アジアのディープな歩き方』で、インド・ネパール編は元来、別の名前であったが続編として再編）。

#### タイ編
主人公が最初に入国したタイで、ほぼ安宿「ジュライ・ゲストハウス」を拠点としていた。
坂本（さかもと）
タイ編およびラオス編に登場。タイの首都・バンコクについて早々、一文無しとなった杉田が（暫定的に）投宿した安宿「ジュライ・ゲストハウス」で当座のお金を貸した高校生。だが、早くラオスに出発したいせいか杉田に早期の返済を催促する。山本の村（後述）へのアルバイトもしくじったことから杉田のカメラを売ろうとしたが、坂本が売ろうとした店では二束三文なので、杉田は彼を説得して売るのを断念させた。
数日後、（杉田の）親からの仕送りで返済が叶うが今度は彼自身がトラブルで無一文となり、杉田から逆にお金を借りる羽目になるが、こちらも（親からの仕送りで）杉田に返金してラオスへ出発する。
ラオスでのバクペンで杉田と再会した時はある意味逞しくなったようで、いかに過酷な旅をしたかがうかがえる。杉田への話で「いじめられっ子で登校拒否をしている内に、自分を変えたくて旅をした」といきさつを告白。（彼を心配して）「一緒にバンコクへ帰ろう」という杉田の助言を断り、タイとの国境近くで別れる。
山本（さかもと）
タイ編に登場した初老の男性。杉田、坂本たちと同じ宿に泊まり、一緒に食事へ出かけるが、杉田たちの残飯を食べるほどの極貧旅行者（杉田達の宿には1泊だけして、すぐバスでバンコクを離れる）。だが徳川によると「タイの山奥に村を持っている」という。杉田がさらに聞くと、タイ山村、チャースアイの娘に惚れてしまい、年に1回通い夫状態を続けていて、彼が貢いでくれるお金をあてにしている。今では村長よりも尊敬されていて、それゆえに「村を持っている」ということであった。徳川が「彼が大切な書類を忘れたから、だれかアルバイトで届けてほしい」といってきたので、坂本は「バイトのお金で杉田さんからお金返してもらえる」と杉田を強引に誘い、二人で彼の村へ設計図を届けに来たのだが、杉田と坂本が滞在している間で山本に逃げられてしまい、結果的にはボランティアになってしまった。
ジュライ・ゲストハウスの住人たち
バンコク・チャイナタウンにあったとされるであろう安宿。杉田が日本領事館から嫌みを言われるほど、評判の悪い安宿だったらしい。杉田滞在時の住人は、徳川、大石、日下、などといった「中長期滞在日本人」と変質者がいた。
徳川と大石は旅慣れた滞在バックパッカー風だが、自分の旅費だけで精いっぱい、杉田の窮状を知りつつも、施しは一切しなかった（お金も貸さなかった）。一方、日下は仏教に凝っていた事から、放っておけず杉田にお金を貸した。杉田・坂本は（先述の事情で一文無し状態で滞在していたが）親からの仕送りでお互いに返済を済ませ、杉田はリス村、坂本はラオスへ旅立った。杉田がリスの村を離れてバンコクへ戻った時には廃業していた。
マイ
杉田が単独で訪問したバンコク・エメラルド寺院で出会った地元の少女。信心深い少女だと杉田は感心するが、実は極貧家庭出身の苦労人。彼女の仕事先で杉田はマイの現実を知ることになる。
MBツアーのおやじ
杉田がカメラを売ろうとした坂本を追いかけてカオサンストリートへ来た時に、坂本の居場所を彼に聞いた。しきりに杉田、坂本にチェンマイツアーに参加させようとする。そのため、杉田だけが彼のツアーでリス族村へ向かった。
藤井（ふじい）
杉田がチェンマイ近郊のリス族村に迷い込んで出会った唯一の日本人。リス族など貧しい山岳民族の為にボランティアで運び屋をしている。山道を移動中、危ない目に会うこともあるが彼らの窮状を知っている為に続けている。
アミマ
杉田が滞在した村で、世話になったリス族の村長の娘。杉田を気に入ってしまう。
ミレバ
アミマに恋しているリス族の青年。最初、杉田に嫉妬めいた表情を見せるが、一緒にアミマを助けて意気投合、杉田は（アミマとミレバの）2人をくっつけることにした。

#### インドシナ四国編
タイに続いて主人公が旅したビルマ（ミャンマー）・ラオス・カンボジア・ベトナム。ただし、ビルマとラオスの前後で主人公はタイに一時出入国している。
織田信之介（おだ しんのすけ）
「ビルマ（ミャンマー）編」に登場。バックパッカー歴が長く、アフリカまで行ったことがある。
安宿でチェックイン待ちの杉田を見つけるや強引に同宿させた、自称「プロの旅人」。
上から目線なところがあったり、杉田をぞんざいな扱いにするので杉田はうんざりしていたが、カオルと出会ったことからしばらく3人でいることにした。
同じ安宿に泊まったカオルにひとめぼれをしてしまい、杉田と3人でマンダレー、パガンまで旅をした。
伊藤カオル（いとう カオル）
「ビルマ（ミャンマー）編」に登場。杉田と信之介にビルマ人と間違えられるほど、ビルマの風習に浸っていた。バックパッカー然とした信之介とは違い、ビルマの社会に興味がある。
上から目線な信之介も彼女に対しては惚れていることから一目置いていて、彼女の意見にはすぐ同調する。
パガンで杉田と別れ、信之介と旅するうちにプロポーズされて結婚、杉田の実家に報告の葉書が届いた。
ヤンゴンの食堂店主
杉田と信之介が夕食を食べに一緒に入店した食堂のオーナー。信之介は旅のプロを自認しているからなのか敵愾心が強いからか、ビルマなどをディスっていた。杉田はそんな信之介に憤慨しつつも店主に会計の際に陳謝の上でチップを渡して、宥める。杉田は信之介と宿へ戻るのだが、信之介が店の中で財布を落としたのに後で気付くと、彼が追いかけてきて信之介に財布を返した。
ヤンゴンの若者二人
杉田と信之介、カオルがヤンゴン市内のカフェにいると、地元の大学生らしき二人が話しかけてきた（相手が日本人という事で、日緬事情の話がしたかったらしい）。杉田達は「日本は経済状態がよくなって、大事なものを忘れた…失ったかもしれない」というと、二人は「だけど、日本には自由がある、首脳を選ぶ事が出来る。我々の国にはそれがない。」と現状を憂いていた。さらに「ミャンマーは軍政側がつけた国号だから受け入れられない」とあくまで、「ビルマ」であることを通した。
マンダレー夜行の車内販売員
正規の販売員ではなく、国鉄職員の許可を得ている人々。駅弁、ビール、おもちゃなどを販売。信之介はカオルの話を誤解して「おもちゃが欲しいのか」と思われて買うが、カオルは「かさばるからいらない」と言われる。他にも停車する駅でモノを売る人がいて、杉田は少女から飲料水を購入。その夜、杉田がお腹を壊したので信之介に「あの子の水を買って飲んだから」と失笑される。
タンティン
杉田達がマンダレーで出会った老人で、日本占領時代では日本兵に従事していたため、軍隊調の日本語であいさつされてしまい、杉田達は辟易する（彼は第十五軍の第六師団所属、雑役夫だという）。
元軍人の日本人観光客が彼に対して命令口調で話すのを見た杉田達は、元軍人を叱るが連中は聞く耳を持たなかった（ただのノンポリ風来坊である信之介もカオルが憤慨したのを見て、元軍人に怒る）。
供養塔の僧侶
杉田達がマンダレーで訪問した日本人供養塔を守るお坊さん、日本語が話せる。散乱している日本人犠牲者の亡骸を拾い集めていて、杉田達はお金を寄進した。
カナウ
杉田たちがパガンで出会った小食堂の娘。恩師に教えてもらった日本語が話せるので、杉田達はパガン滞在中、もっぱらこちらに来店。
マウンタン
杉田からペンを貰ったパガンの少年。杉田を気に入り、マヌーハ寺院と仏塔から視える朝日を案内する。
ノンカイ国境のおやじ
「ラオス編」で、タイから友好橋で渡る杉田にラオスビザを取ってくれたスタッフ。
石川京子（いしかわ きょうこ）
「ラオス編」に登場、首都ビエンチャンで（色仕掛けによって日本人男性からの）タカリ旅をしていた。
杉田も彼女に遭遇し、しばらく杉田と同宿するが暫くすると姿を消してしまう。
ラオスで出会った日本人（サングラス、ひげ面、北）もベトナム・ホーチミン、タイ・バンコクなどで遭遇したという。
ひげ面によれば、可愛くて高い声、20代半ば、眼の下にほくろの特徴があり、別の男にたかっている彼女を見て杉田たちは一発で同一人物と判断した。
サングラス＆ひげ面
「ラオス編」に登場、杉田が北とともに出会った日本人。作中名前の表記が無い。
サングラスは杉田とともに一人バックパッカーで、京子を四人で見かけた後、別れた。
ひげ面は、杉田と出会った時には北と一緒に旅をしていたが、病気の為に緊急帰国した。
北（きた）
「ラオス編」に登場、杉田がサングラス、ひげ面と出会った日本人、眼鏡を掛けている。
彼曰く英語が苦手、バックパッカー中は出会った日本人にくっついて移動する事が多い。
ひげ面の緊急帰国で、杉田を頼りルアンパバーンまでついていく。
「疫病神」の異名を取られるほど、旅運の悪い男。杉田は「あの人（ひげ面）が緊急帰国したのは絶対彼のせいだ」と思った。
杉田も彼の悪運に巻き込まれ、様々なトラブルに遭遇。ついに激怒して、彼に「絶交宣言」をした（お引き取り願った）。それ以来、彼につかまらないようラオスでは身を隠す事が多くなった（彼は他の日本人旅行者にとりつくも逃げられた上、ボートで事故に遭う）。
ラオス北部とある港のおじさん
杉田、坂本が船のスタッフにいったん、下船を即されて降りると、港の人が「パスポートを預かる」と言ってきた。坂本はパスポート検査というので、杉田は納得。そのまま食事休憩。
モン族の少年
ラオスを北上する船の途中で逢う。杉田が彼にお菓子をあげようとすると、坂本に止められる。坂本は「彼らがモン民族として生きられるために、余計なことはしないこと」と忠告した。
片岡（かたおか）
「カンボジア編」に登場した大学生。ジャーナリスト志望でカンボジア入りしたが、治安が悪いと聞かされていた為か、プノンペンの空港で出会った杉田にくっついて同行することにした。
滞在初期は怖がりで杉田にすがっていたが、シェリムアップで地元の少女・ポパーと恋仲になってから、平気になっていた。
プノンペンの浅黒肌タクシードライバー
プノンペンで杉田と片岡が交渉した言い値を受け入れたドライバーだったので、（言い値を拒否しつつも）悔しがる同業者を後目に、二人は彼のタクシーに乗車し、キリングフィールドとの間を送迎してもらった。キリングフィールドは片岡のリクエストで訪問したが、杉田はあまりもの凄惨さに失神して、彼に介抱される。だが、杉田は（キリングフィールドで大粛清のあった）クメール・ルージュ時代のことを聞き出そうとするが、答えてくれなかった。杉田は「あまりにも辛いから思い出したくないだろう」とその時は思っていたが、翌日再び彼のタクシーに乗ろうとすると、同業者が「奴はルージュの一味だったからやめろ」と止めようとする。同業者の怒りを感じた彼は逃げるように去った。
杉田と片岡は「ルージュに加担しなければ命危いと思ったからだろうな」と彼を責めなかった。
女子大生3人組
杉田と片岡がプノンペンのゲストハウスで出会った3人組。彼女達のおかげで、2人はゲストハウスの出入国代行業務を知り、助かった。
だが、2人が同宿を許してしまった木村のせいで、3人は杉田たちを軽蔑、嫌悪するようになった。
木村（きむら）
杉田と片岡が出会ったセールスマン風の男。宿に困っていた事から2人は同宿を許してしまった。
彼は御礼に「夜の街」へ2人を誘うが、それが杉田・片岡にとってとんでもない災難の元凶となった。
ナヴィ＆プロム
シェリムアップで杉田・片岡を投宿させたゲストハウススタッフの少年と、その友人のガイド。
プロムは戦災で怪我をしている。将来はカンボジアを出て外国（日本など）で仕事をしたいと思っている。ナヴィは「堀田夫婦版」にも登場。

### インド・ネパール編
『アジアのディープな歩き方2』で主人公が旅した国々（元来、「インドまで行ってきた！」「ネパールまで行ってみた！」として取材・執筆・連載したものを、『アジアのディープな歩き方2』として再編）。

#### インド編
主人公がベトナムに次いで入国、宿の同居人に頼まれて二つのヒンドゥー聖地を訪問する。
伊達（だて）
「インド編」に登場。デリーの空港で知り合った杉田を誘い、聖地ハリドワールへ。
30代でIT企業を退職、迷走中に藁にもすがる気持ちでインド入りした。
ハリドワールのサドゥーに弟子入りして、杉田と別れる。
ハリドワールのサドゥー
ハリドワールはヒンドゥー聖地のひとつなので、上裸男のサドゥーとよく出会う。褌男（サドゥーの一人）がお布施目当てで蛇を見せる芸をするのに伊達は驚愕。伊達と杉田はあるテントのサドゥーに呼ばれてはいると、お茶をごちそうしてくれた。最初はそのサドゥーを警戒していた伊達であったが、そのうち杉田抜きで日参して会話するようになり、杉田がハリドワールを離れるタイミングで弟子入り。
今川（いまがわ）
「インド編」に登場。伊達と別れた杉田が戻ったデリーのゲストハウスで知り合ったバックパッカー。
オーストラリアの楽器ディジュリドゥを持っていて、杉田に有償で吹かせた事がある。
アキに一目ぼれして、彼女の捜索旅を杉田と一緒にすることになる（もともと、アキが「杉田さんが一緒なら心強いから」と杉田だけを誘ったのだが、彼は「杉田君だけじゃ心配、インドに詳しい身内（日本人）が一人でも多い方がいいだろう」と同伴）。アキから貰ったお守りは自分には用が無いと思い、杉田にプレゼントした（杉田はアショークから買った太鼓と交換した）。
松本アキ（まつもと アキ）
杉田が出会った同宿の少女。五分刈りにしているのは男除けの為。
そこまでしてインド入りしたのは、インドで失踪した彼氏・高島けんじを探す為であった。
杉田、今川とともにバラナシまでやってきて、高島をみつけるが彼女連れだったので声を掛けられなかった。杉田は「追いかけようか」と助言するが、彼女は「もういいよ」とあきらめた。
意気消沈な彼女に今川は「俺たちは何かに誘われて、選ばれてインドに来たんだよ」と慰めた。
高島がバラナシに居ることが解っただけで用が済んだので杉田・今川と別れ、帰国。
アショーク
杉田がデリーで出会った太鼓売りの少年。12歳。別れ際、ついに杉田に太鼓を売ってしまった。
（トイレを探していた）杉田にトイレの場所を教え、牛に襲われたアキを助けた事がある。
杉田に飯をおごって貰った事がある。その後、ボスに叱られた。「俺のせいで怒られたんじゃないか」と思い悩んだ杉田に今川は「（アショークは）飯おごって貰ったんだから気にするな」と言った。
フランス人カップル
杉田・アキ・今川がデリー～バラナシを移動した夜行列車の乗客で、杉田・今川が予約した寝台（36，37）の向かいを予約。バラナシまで16時間かかることもあり、二人がくるまで今川は気を利かせてアキを自分たちの寝台に呼び、さらにアキのために車内売店で飲食物を購入しようと寝台を離れる。そのうちに例の二人が乗車したため、杉田は「今川をアキの25番に移して、アキを今川の37番にとどめてトレードさせよう」と提案。アキはその提案に乗って安心したが、例の二人がいちゃつくものだからあまり眠れなかった。
25番となりのインド男性
アキが予約した寝台「3号車・25番」の隣を予約した乗客。怪しそうな容貌だったので、今川はアキを自分と杉田の寝台に手招きした。今川自身は杉田をアキとのトレードで25番に移動させて、そのインド男性の生贄にするつもりであったらしいが、逆に今川の移動中を見計らって、杉田がアキと今川をトレードしてしまい、今川が彼の隣寝台で寝る羽目になり、当然杉田にぶちぎれた。結果、今川が隣男にちょっかいを出されてしまい、あまり眠れなかった。
バラナシボートの船頭
今川が交渉して負けさせたボートの主。アキがバラナシを出た別の日に、杉田は別のボートに乗る。
ロク
今川のバックパッカー仲間。バラナシで今川は再会、杉田・アキは初めて出会う。
インド放浪中の今川を良く知っていて、一緒に沈没（長期滞在）することもあった。
今川が「ロクちゃん」と呼んでいるので、名前の一部だと思われるが本名は不明である。
ムケ
杉田がバラナシで出会った男性。杉田は彼のお世話になり、彼の店に依るが欲しいものが無かったので買えなかった。
秋吉久美子主演のインド映画ディープ・リバーに出演した事がある。
バラナシの青空マッサージ師
杉田にしつこく声をかけて、強引にマッサージをしようとする男。しかも200ルピーと法外な金額を吹っかけてきて、杉田は「20ルピー！」を提示。ムケが助け舟を出して、30ルピーで交渉を成立させた。
占い師の師弟コンビ
アキがバラナシで声をかけてきた日本人と、彼の師匠である現地の占い師。堀田夫婦版では、佳代が占いと聞いて受けることにした。師匠は弟子によればサイババの愛弟子ということになっているらしいが、杉田と今川（堀田版では明夫）は怪しいと思った。
アキは高島探しであらゆるツテを頼りたいとして、佳代は興味本位から占い師のいうお守りを買った。

#### ネパール編
主人公がインドで最後に訪問したバラナシがネパール国境近くにあることから、その足でネパールへ。
梅本麻子（うめもと あさこ）
「ネパール編」に登場。カトマンズにあるクマリの家で杉田と出会う。
楽器売りのラムジーと出会い、杉田を誘って彼の村へ。
実は失恋旅行中であることを杉田に告白、似た境遇である杉田は自分のいきさつも話した。
杉田と別れていったん帰国してから、ネパールに戻り衣料店のスタッフとなる。
最初は安藤に好意的であったが、彼の本性が明らかになるにつれて杉田と同じく反感を持つようになった。
カトマンズのサドゥー
杉田がきたサルバール広場にいた男、寒冷地ということもあり着衣している。杉田に「俺を撮影して、モデル料払え」といってきたので、杉田は断った。堀田夫婦は、この近くで顔見知りのガンジャ売りに出会うが、売り物が禁制品なので買う事はできないといった。
ラムジー・ガンダルバ
ネパールで杉田に彼らがよく演奏に使う楽器、サランギーを売った男。自分の村、ディディゴナで杉田、麻子をもてなす（二人を誘い、山歩きの名目で買い出しにでかけたこともある）。ディディゴナ村の人々は彼を含めて芸能（芸術）のカーストなので、全員「ガンダルバ」の姓（であるのと同時にカースト名称でもある）。
家族は妻・リタ（堀田夫婦版ではゴウリ）、娘・ルパたちがいるが、生活は厳しいと語る。なお、リタは近くのゴルカ村出身で、一番の踊り手。リタが久しぶりに踊る気になり、麻子を誘って踊った。
ジャガイモ小屋のおやじ
ラムジーと別れて村を出た杉田と麻子がふもとの最寄りバス停（ドゥムレという町らしい）にたどり着くが、その日は運悪く運休日であることが判明。バス停近くに住むおやじが2人のために、下宿屋（1組限定）を貸した。事情だけに素泊まりではなく、一泊二食および護衛代付き（理由は後述）。
麻子が退屈で外出してしまい、杉田も同行。運休日の原因とされる人々に遭遇したかと思われたが、地元農民が日本人のグラビア雑誌について質問しているだけであった。宿のおやじが心配して2人を宿に送ったが、翌朝の退出時に護衛代を宿泊費に上乗せしていた。
杉田達が寝た部屋はジャガイモ小屋で、堀田夫婦版（ルポ）では下宿屋としては営んでいないらしくラムジーが交渉して宿として貸したらしく、ただのジャガイモ小屋であった。
安藤（あんどう）
杉田、麻子がポカラで出会った無銭旅行者（帰りの交通費だけは持っていたらしい）。
杉田と出会う前はチョータラの木（旅人が休む為の街路樹）で野宿をしていた。
タカリ旅をしている事を知り、杉田に何度も説教されている。
麻子のポーターとして、2人とともにトレッキングに参加するが、高山病に弱い為早くも戦線離脱。挙句の果て、杉田と麻子が記念撮影していた写真のパネルを破損してしまい、杉田から弁償金を立て替える失態を犯した。
大学生だが、一年留年して無銭旅行をしていたことが（首都カトマンズのネットチェックで）判明した。
チャイ店のおやじ
ポカラで喫茶店を営む地元の人。安藤が無銭旅行中であるのを見かねて、チャイを毎日おごっているらしい。杉田が飯をおごってくれたお礼にと安藤が「お茶おごるから」と言い、杉田は訝しげに後をついてゆくと安藤は杉田にもチャイをおごらせようとしたので、杉田は「おやじの善意に甘えすぎだろ」と安藤に説教をした。
アルジュン（ネパール）
杉田、麻子がポカラで投宿した宿のスタッフ。2人にトレッキングをすすめた。
彼のつてでガイドのハムラジ氏、山小屋のスタッフ・ラジャンたちと知りあう。
杉田たちがポカラを離れることを知り、お別れパーティーをした。その場で、安藤にカトマンズ行のバスチケットを贈呈した。
ハムラジ
杉田たちをポカラのトレッキングツアーで案内をしたガイドでツアー終了後も、杉田たちと親しくなる。
堀田夫婦版では、ヘムラジと表記。ヘムラジは堀田夫婦を自宅で催すダザイン（ネパールのお祭り）に招待、家の年長者が堀田夫婦にティカ（額に記す吉祥印）をつけ、お祝いのごちそうもふるまわれた（上に明夫にはネパール帽子のトゥピ、佳代にはブレスレットをプレゼントされた）。
マヤ
杉田たちがトレッキングの途中で休憩した、山麓近くの山小屋で働く少女。日本人がたくさん来客するので、彼らから教えてもらい日本語が出来る様になった。杉田も彼女に日本語を教えた。
ラジャン
ハムラジが杉田たちを案内したトレッキングツアーの中継地点にある山小屋の管理人（標高3000m地点近くにある）。愛相よし、料理も上手で杉田と麻子は満足。だが、安藤が高山病にかかってしまい、（ネパールではこの程度の標高である山小屋には酸素ボンベがないとのことで）彼は安藤をアルジュンの宿へ送った。
眼鏡のチベット人中年女性
トレッキング先でカメラを忘れた麻子、杉田がハムラジの勧めで、ポカラ市内の写真屋で山岳パネル撮影をしてもらったところ、遅れてきた安藤によって誤ってパネルを破いてしまい、杉田と安藤は衝突。そこへ杉田達に声をかけてきた彼女は仲間のチベット人と露天商をしていて、杉田達にも何か買ってほしいとのこと。杉田は「俺の母に顔が似ていると思った」というほど、日本人に近い顔立ち。杉田が彼女たちに「どこに住んでいるのか」と聞くと、市内のチベタンビレッジからきているというので、行くことにした。
チベタンビレッジの老婆
杉田たちが訪問すると、早速集落居住者がこちらでも露天商をしているので、「器を買いなさい」などといってくる。さらに進むと、一人の老婆に手招きされて彼女の家に入室。彼女は杉田達にバター茶やオムレツ（いずれもチベットの物）をごちそうしてくれた。話をすると、彼女を含めてチベット人住民はチベットを併合してきた北京政府の弾圧政治からネパールへ亡命して、チベット人集落（チベタンビレッジ）を築いたという。
カトマンズの某アパレル日本人スタッフ
カトマンズで各々、次の進路を模索する杉田、安藤、麻子であった（杉田はバンコクに戻り、安藤は復学する）が、麻子は帰国しての復職すべきか葛藤していた（しかし、「安藤みたいに長逗留するわけにもいかない」とも思っている）。悩んでいるうちに某アパレル店舗をのぞくと、日本人デザイナーは「誰かこの店でスタッフとして、チェックする人が欲しい」と漏らしていたことから、麻子が挙手。麻子はいったん帰国してからネパールに戻り、こちらの店への再就職を決めた。

### 堀田夫婦版
こちらでは、杉田版ではなくルポ漫画のみに登場した人物（実在人物）をとりあげる。

#### 東北アジア編
堀田夫婦が台湾先住民の文化も知りたいとバスなどで台湾を一周、また明夫の故郷である北海道夕張市が気がかりになったことから、急遽里帰りする事になった。
華華大飯店のスタッフ（フラワーホテルのスタッフ）
「台湾編」に登場。堀田夫婦が静浦訪問旅行の時に台北で投宿したホテルのスタッフ。日本語が堪能で、明夫は助かった。
金安旅社の亭主（きんあんりょしゃのていしゅ）
「台湾編」に登場。台東市にあるゲストハウスの主人、彼の（ガイドブック）写真が決め手となり、堀田夫婦はチェックイン。日本語が話せて親切だが、忘れっぽいところがある。
まさお
「台湾編」に登場。堀田夫婦が先住民の文化が見たいことから、台東～静浦をバスで移動中に知り合った先住民の男性。バスの乗客は、彼の仲間（先住民）が多い。彼が青年のころに台湾が日本から中国（中華民国）になっている（彼は軍隊に入ろうとしたが、年齢的に入れなかったという）。
サービス旺盛で2人のために歌を歌い、わざわざバスを止めて遺跡を見せたりしている。
静浦バスの運転士
「台湾編」に登場。堀田夫婦、まさおたちを乗せて台東～静浦を移動するバスの運転手。
サングラスをかけた男。まさおの知り合いらしく、まさおのリクエストにこたえた。
彼も（静浦で休憩中の宿食堂で）堀田夫婦にビールをごちそうするなどサービスをしてくれた。
彼と同じく休憩していた運転手仲間が（物欲しそうにしていた）堀田夫婦に檳榔を分けてくれた。
静浦宿の女将たち
「台湾編」に登場。堀田夫婦が静浦で投宿した宿の店主一族。彼女たちはアミ族の姉妹である。
この宿は食堂も兼営していて、サングラスのバス運転手などが休憩をとっている。
カワノ
「台湾編」に登場。堀田夫婦が静浦で投宿した宿で同時期に滞在、眼鏡をかけた浅黒い中年の旅人。
サイクリストで、自転車による台湾一周をしていた最中であった。その前に日本一周をしていたが、妻娘に逃げられた。
しかも、先の台東の「金安大旅社」や花蓮で同時期に宿泊していたことが判明。
「774」の元宿泊客
堀田夫婦が台北で「華華大飯店」にチェックインしたときに通された部屋の元住人の釣り仲間。
クリーニングの人が元住人と間違えて、堀田夫婦に支払いを要求したことがある。
代表者は「タカヒラヤスオ」で、堀田夫婦がフロントであったときはガラの悪い2人に見えた。
タカヒラたち2人はその部屋を景色がいいと気に入っていて、フロントに部屋を開けるよう迫った。
台湾ツアーガイドのおじさん
こけて落ちた佳代を心配した。
夕張の寿司や夫婦
「北海道編」に登場。堀田夫婦が入店した店で働く老夫婦。鉱山時代はかなり忙しかったという。
米屋の女性
堀田夫婦が道探しに入った夕張の商店で働く女性。あきおとは同年代。
彼女の話ではここが、明夫の探していた故郷の地域と判明。
高橋正（たかはし ただし）
「北海道編」に登場。明夫の故郷・夕張市が経営破綻した悲報をきっかけに、明夫と佳代は、矢も楯もたまらず夕張を訪問することにした。鉱山町で生まれたが4歳で離れてから、46年ぶりの帰郷であった。
彼は明夫の父が真谷地炭鉱六区で働いていたころの同僚で、今でも住んでいるらしいという少ない手掛かりから、明夫は彼に会いに行くことにした。
堀田夫婦が夕張を訪問すると、彼は妻と真谷地に住んでいて、明夫と佳代を歓迎した。

#### オセアニア編
知人夫婦のグループに同伴する形で参加した、オーストラリア旅行。「オセアニア」のくくりであるが、広義では「東アジア」であり、「アジア太平洋」に含まれ、編集者も「アジアでしょう」ということから、「アジアシリーズ」に含めている。
上野夫婦（うえのふうふ）
「オーストラリア編」に登場。堀田夫婦が同伴したオーストラリア・ノーザンテリトリー縦断ドライブツアーのリーダー。上野夫はバンダナをしていた。
明夫と佳代は大概、リーダー夫婦の車に乗せてもらっている。
夫はかなりのオーストラリア通で、日本有数のディジュリドゥ演奏者。
若山夫婦（わかやまふうふ）
「オーストラリア編」に登場。堀田夫婦が上野夫婦に次いで乗せてもらった車の夫婦で、同ツアー参加者。
眠くなってきたので、明夫に運転を代わってもらったことがある（上野も一時期明夫に運転させた）。
レッドセンターのサングラス男
「オーストラリア編」に登場。いわゆる野趣料理を試食させたが、取り合いになったのを見て驚愕。その後は原住民の踊りを見物、佳代は原住民の民芸品を購入。
マタランカ温泉のかっぱおじさん
「オーストラリア編」に登場。上野夫婦主催ツアーで寄り道した温泉だが、水着着用。佳代が明夫と離れたときに出会う、一瞬かっぱかと思ったが、頭頂部が禿ていた壮年男性であった。
アッシュ・ダーガン
「オーストラリア編」に登場。ゴール地点のダーウィンで知り合ったディジュリドゥの名手。
上野だけでなく、明夫も彼のファンである。
ウィル一家
「オーストラリア編」に登場。ウィルは上野の友人で、アーネムランドに住んでいる。
（アボリジニの妻）チェルシーに一目ぼれして移住と転職をして結婚。チェルシーとの間に2人の娘がいる。
ウィルの弟・アランは日本に留学していたことから日本語を話せる。

#### 東南アジア編
堀田夫婦が『アジアのディープな歩き方』を連載するために旅行した国々。
ラオスの韓国人
「ラオス編」に登場。堀田夫婦がノンカイとビエンチャンで出会う。
オレンジ売りの娘
「ビルマ（ミャンマー）編」に登場。マンダレーからヤンゴンまで行く夜行列車に乗った堀田夫婦（佳代）に髪飾りをプレゼントされて、感涙した佳代は折り鶴を与えた。
マンダレーのタクシードライバー
半日観光を頼んだが、どうやら彼と契約している土産店があるらしく、明夫が入ろうとした店に「入るな」と断り、連れてゆく。だが、ろくなものがなく買おうと思う品物が何一つなかった。
カオン
「カンボジア編」に登場。ナビィの友人で軍人だが、バイクタクシーのアルバイトをしている。愛車は元暴走族の車らしい、彼と相棒の送迎で堀田夫婦はバンチアイ・スレイ寺院へ行く事が出来た。
ホーチミン市のシクロ運転手
「ベトナム編」に登場。明夫が悪童たちにカメラを盗まれたことに同情して、警察署に連れていき通訳を買って出た。
ひげ刑事
「ベトナム編」に登場。シクロ運転手が連れてきた警察署所轄の刑事。明夫のためにカメラを取り戻した。
食堂の坊や
「カンボジア編」に登場。堀田夫婦が入店した食堂の従業員。メニューの味付けに不満だった明夫が彼に、他の人がつけている調味料を所望すると出してくれたが、それはにんにく臭いだけであった。
越境タクシードライバー
「カンボジア編」に登場。プノンペン～ベトナム国境で堀田夫婦を乗せて送ったドライバー。
本業は警察官で、それを知った堀田夫婦はおとなしくしていた。
ロイ
「タイ編」に登場。堀田夫婦が参加したチェンマイ・トレッキングツアーのガイド美青年。
ほかにはオーストラリア人夫婦・親子2組、ドイツの新婚夫婦1組が参加して、いかだにはロイ・堀田・ドイツ夫婦と他のガイド・オーストラリア2組に分かれて乗り込んだ。
S編集者
「タイ編」に登場。明夫単独でバンコク取材した同行者。彼やHのせいで、明夫は帰りの飛行機に乗り遅れそうになる。
H氏
「タイ編」に登場。あきお、Sの同行者で夜の街・バッポンへ行く気満々。現地の女の子に嫌われ続けても、Sや明夫を強引に誘ってでも来店する凝り性。
バンコク行きつけ宿の青年
「タイ編」に登場。死んだ魚のような眼をしていて、堀田夫婦は困惑しているが、宿の場所が便利なので定宿にしている。

#### 南アジア編
堀田夫婦が『アジアのディープな歩き方2』を連載するために旅行した国々。また、佳代がインド好きであることから、改めて年末年始旅行をして『夫婦でインドを旅すると』を連載。
若いサドゥーコンビ
「インド編」に登場。堀田夫婦がハリドワールで出会った若かりし修行僧のコンビ。
佳代は、ターバンをしていない方の美男子の修行僧についていってしまった。
さらに佳代はグロッキーな明夫に「いいからついてこい」と元気を出して叱咤する。
ハリドワールのゲストハウススタッフ
佳代が高熱を出してしまい、彼が医者を呼んでくれた。さらにネパール人スタッフが近くの飲料品店から氷を調達（明夫が氷代を支払った）、明夫はゴキブリ地獄の冷蔵庫から氷を出して佳代を冷やした甲斐があって、熱が下がった。
バラナシのシタール演奏者
堀田夫婦が声を掛けられた、シタールの先生。工場を持っていて、シタールを演奏したところ、明夫がかっこいいと思い衝動買い。だが、説明書、重いケースが足かせとなり、タクシーは追加料金を吹っかけて来るし、宅配便で送る事も出来ず、結局説明書が読めないとの事で飾りになってしまった。
バラナシのアパレル職人
堀田夫婦が入店した洋品店のスタッフ。二人に「サイズに合わせて、フリンジもつくる」という言葉を男が言うのでそれを信じたが、あまりにものんびりしすぎて間に合わずキャンセルとなった。
サルナートの博物館にいた少女
インド・サルナートで佳代はモテていた。堀田夫婦が博物館に入ると少女が佳代を見てもじもじしだすので、佳代は「握手したいんでしょ、どうぞ」と握手をした。
デリー→ハリドワールバスの人
バス会社のスタッフが堀田夫婦にチケットを提示させ、トランクに荷物を預けさせ、さらに「水を買ったほうがいい」と忠告され、親切に癒される。明夫はバスで実演販売するオレンジ絞りの売り子から絞り器を購入すると、オレンジをプレゼントされた。
バラナシ→サールナートバスの車掌
ぼろバスだが、堀田夫婦に親切に対応。だが、彼はただ乗りしようという乗客相手に苦戦する（堀田夫婦と一緒に乗った乗客からは徴収できたが、サンダーバードなインド人男性と飛び乗り飛び降り青年からは徴収できなかった）。
サールナート・ダメークストゥーバのおっさん
堀田夫婦が仏教寺院目当てに訪問すると、彼が現れて「俺に任せてくれたら一人1ドルで入れる」という。だが、堀田夫婦は信用できずに正規料金の2ドルで入園。その彼がはしごを使って白人男性を裏門から入れようとしたが、スタッフに阻止されてしまい、堀田夫婦は「彼に任せなくてよかった」と思った。
ソクラ
「ネパール編」に登場。ラムジーのサーランギー売り仲間で、彼の家はラムジーの村から若干離れている（徒歩移動で片道4時間の道のりだが、この辺のネパール人は足腰が強いので遠くは感じないらしい）。
道中、心臓発作で心拍数が上がり倒れこんだ明夫を心配した。
S編集長
「ネパール編」に登場。堀田夫婦にトレッキングの取材を進めた人。
ハラト
「夫婦でインドを旅すると」に登場。デリーからアグラまで堀田夫婦を乗せた車の運転手。堀田夫婦を友人の宝石店へ連れて行った。
タージマハルのガイド・清掃員
「夫婦でインドを旅すると」に登場。鉢巻のガイドは二人に靴カバーと水の受け取りを指南、清掃員は二人を撮影してチップを受け取る。帽子のガイドは二人に内部の説明をした。
ルナの父
「夫婦でインドを旅すると」に登場。マハルを出た二人に声をかけた写真屋。来日して大阪で働いたことがあり、日本人女性と結婚、子供・ルナをもうける（現在はインドに単身赴任という形で帰国）。二人を気に入り、マハルの写真をプレゼントした。
ジャイプルのドライバー
「夫婦でインドを旅すると」に登場。後述のカフェに連れて行ってもらったが、佳代が風邪気味で早く帰りたいのにもかかわらず、商売熱心で連れまわそうとする。
ジャイプルのウエイター
「夫婦でインドを旅すると」に登場。ジャイプルでオートリキシャーによって連れられたカフェの店員。
佳代は風邪気味だったことと町が賑やかすぎることからなじめなかったが、この店と店員だけは気に入った。
シャヒーホテル兄弟
「インド編」「夫婦でインドを旅すると」に登場。堀田夫婦がジャイサルメールで投宿したホテルを営む兄弟。2人の訪問時は弟が経営者で、創業者は兄。
だが、佳代はこれまでインドで起きたトラブル、ホテルでシャワーが止まってしまったこと、同時期に旅行していた日本人やツアー同業者の話から疑心暗鬼になってホテル兄と衝突。その後、サファリツアーの充実した内容と兄弟の生い立ちを知り、堀田夫婦とホテル兄はお互いに陳謝した。
ロイヤルおじさん
「夫婦でインドを旅すると」に登場。ジャイサルメールで知り合った「上流階級」の出身らしい男性。すすめられるまま、チャイをごちそうになった。挙句の果てに、彼の推薦で自称「超デラックスバス」の切符を予約購入した。彼の案内で、佳代だけ彼の母に会う事が出来た（その地域の習慣らしい）。
サジホテルの女主人
「夫婦でインドを旅すると」に登場。ジョードブルにあるおんぼろゲストハウスを経営。彼女はチップをあげないので、現地の運転手は彼女の宿に連れてゆくのを嫌がり、他の宿に連れてゆこうとする。
宿には息子と犬がいるが、部屋は電気がつかなかったりで堀田夫婦は閉口した。
飯が自慢の宿だが、彼女はたくさん料理を作ってしまい、「たくさん食べなきゃダメ」と佳代を含めたゲストに必ず言う。
ウダイプルの小男
「夫婦でインドを旅すると」に登場。二人が宿泊したホテルのスタッフ、背丈がほぼ同じ佳代は意気投合。
アーマダバードの赤ヘル
「夫婦でインドを旅すると」に登場。アーマダバードで博物館に行こうとした二人に親切に案内してくれた。だが、博物館の女性スタッフは「電気代が勿体ない」と弾丸で案内して堀田夫婦を追い出す。
ムンバイ・旅行会社スタッフ
「夫婦でインドを旅すると」に登場。応対したおっさんは二人に「自称デラックスバス」を推奨する。同じスタッフの少年が二人をバス停まで案内した。
アルジュン（インド）
「夫婦でインドを旅すると」に登場。アウランガーバードで堀田夫婦を呼び込んでタクシー、オートリクシャーに乗せた運転手。
何かと、堀田夫婦にへばりついて営業をしていた。アウランガーバードを去る時、根負けしたのか同情したのか彼の車でバスターミナルへ移動した。「ネパール編」のアルジュンとは別人。
カール
「夫婦でインドを旅すると」に登場。アジャンタへ二人を送ってくれた運転手。誕生日だという佳代に「ひまわり畑」の風景のプレゼントをした。
シャー
「夫婦でインドを旅すると」に登場。アジャンタで二人に応対した日本語ガイド。

#### 中近東編
新婚当時（だったと思う）らしい堀田夫婦が、最後に中国を旅行（明夫は何度か訪問しているが、佳代は初めてであった）。
小食堂のシェフ
北京で堀田夫婦が入った食堂のスタッフ。
乳母車のおじいさん
「中国編」に登場。堀田夫婦が北京で道を尋ねられた人。
シャイなのか外国人に慣れていないらしく、尋ねられて緊張した。
不愛想おやじ
「中国編」に登場。堀田夫婦が乳母車のおじいさんへ道を尋ねたときに声をかけた人。
彼は2人を誘導して連れて行った。
民芸品店員の2人
堀田夫婦が北京の店でショーウインドーの凧を見たいというが、売り子の女は「かぎが掛かって開けられないので」と面倒くさがる。
明夫がたくさん買うといったところ、店長が追いかけてきてウインドーを開けて売ることにした。

## 漫画の主な登場人物
堀田 あきお＆かよ（ほった あきお＆かよ）
漫画原作者夫婦、漫画を夫・明夫が、原作（原案）を妻・佳代が担当している。
二人の旅が「アジアのディープな歩き方」やエッセー漫画のもとになっている。
「夫婦でインドを旅すると」であきおが禁酒州に行くのをためらっていたシーン（禁酒州の料理が食べたい佳代のリクエストで行く事になった）があることから、お酒が飲み難いイスラム圏への渡航は（今までのところ）ない。
杉田 純一（すぎた じゅんいち）
出版社に勤務していたが、忙しさからか恋人の美咲をかまってあげられずにいて、失恋した。その後、出版社を退職し、美咲が行きたかったアジア旅行をすることになった。が、タイやラオスカンボジアではトラブルに巻き込まれることが多く、多難な旅をしている（たいていは、同伴者がらみ）が、なぜか（旅する国ごとに入れ替わる）同伴者に頼りにされることが多い。また、インド・ネパール編では同伴者に対して建設的な発言をすることが増えた。実家には母がいることがタイとベトナム編で判明している。
竹内 美咲（たけうち みさき）
杉田の元恋人。仕事にかまけて冷淡だった杉田を振ってしまう。その後、ベトナム編で杉田と再会するが、彼女自身はけんちゃん（下の実名不明）と結婚していて新婚旅行中であった。姓は入籍先の夫・けんちゃんので、旧姓は不明。

## 単行本
- 『アジアのディープな歩き方』（上・下）
- 『アジアのディープな歩き方2インド・ネパール』
- 『アジアのハッピーな歩き方』
- 『夫婦でインドを旅すると』